# Staghargletscher
Der Staghargletscher befindet sich im östlichen Karakorum im von China annektierten Shaksgam-Tal.
Der Staghargletscher hat eine Länge von 25 km. Er strömt von der Nordwestseite des 7202 m hohen Singhi Kangri in nordwestlicher Richtung durch den westlichen Teil des Siachen Muztagh und mündet in den Oberlauf des Shaksgam-Flusses.